# Thomas Friedman
Thomas Lauren Friedman (ur. 20 lipca 1953 w Minneapolis) – amerykański dziennikarz i publicysta.

## Życiorys
Friedman w 1973 roku przeniósł się na Brandeis University w Waltham (Massachusetts), gdzie studiował zagadnienia związane z krajami śródziemnomorskimi i uzyskał w 1975 roku tytuł licencjata. Jako beneficjent tzw. Stypendium Marshalla (Marshall Scholarship) uczęszczał do St Antony’s College na Uniwersytecie Oxfordzkim uzyskując tytuł magistra w zakresie studiów bliskowschodnich.
Po studiach pracował w United Press International. Pisał o sprawach Bliskiego Wschodu i był korespondentem z Białego Domu.
W latach 1983, 1988 i 2002 został trzykrotnie uhonorowany Nagrodą Pulitzera (w tym dwukrotnie za reportaże o sprawach międzynarodowych). Obecnie, od 2004 roku, zasiada w zarządzie Nagrody Pulitzera. Publikuje dwa razy w tygodniu na łamach dziennika The New York Times. Pisze na tematy związane z polityką międzynarodową w tym: na temat handlu globalnego, o Bliskim Wschodzie i o sprawach związanych z ochroną środowiska. Jest autorem kilku książek, z których część stała się bestsellerami. W swojej książce z 1999 roku The Lexus and the Olive Tree (Lexus i drzewo oliwne), wskazał on na to, że na świecie zabiega się obecnie o dwie sprawy: dobrobyt i rozwój ekonomiczny czego symbolem może być Lexus i pożądanie zachowania tożsamości i tradycji czego symbolem może być drzewo oliwne. Publikacja Świat jest płaski. Krótka historia XXI wieku. utrzymywała się ponad rok w pierwszej piątce listy hitów New York Timesa.
Friedman uchodzi za osobę mającą rozległe kontakty w świecie polityki, biznesu i nauki.
Mieszka z rodziną w Bethesdzie w stanie Maryland.
Ojciec żony Thomasa Friedmana, Matthew Bucksbaum był przewodniczącym rady nadzorczej firmy budowlanej General Growth Properties. W 2007 roku Forbes szacował majątek rodziny Bucksbaum na sumę 4,1 miliarda dolarów. Niedługo nastąpił jednak znaczny spadek wartości funduszu powierniczego rodziny Bucksbaum. Ostatecznie w kwietniu 2009 roku firma ogłosiła bankructwo. Było to największe bankructwo dewelopera budowlanego w historii Stanów Zjednoczonych.

## Krytyka
Prace Thomasa Friedmana były przedmiotem rozlicznych krytyk. Między innymi grono amerykańskich antropologów kulturowych w pracy Why America’s Top Pundits Are Wrong. Anthropologists Talk Back (Dlaczego najwięksi mędrcy Ameryki się mylą. Odpowiedź antropologów) zweryfikowało zawartość merytoryczną publikacji czołowych, wpływowych dziennikarzy i autorytetów z dziedziny politologii (m.in. Samuela Huntingtona, Roberta Kaplana i Thomasa Friedmana) wskazując na uproszczenia, operowanie stereotypami i mitotwórstwo.

## Tłumaczenia prac na język polski
- Lexus i drzewo oliwne Zrozumieć globalizację, Poznań 2001, Dom Wydawniczy „Rebis”, s. 420, seria Nowe Horyzonty, ISBN 83-7120-920-7
- Świat jest płaski. Krótka historia XXI wieku, Poznań 2006, 2009, Dom Wydawniczy „Rebis”, s. 598, ISBN 978-83-7510-466-0
- Gorący, płaski i zatłoczony. Dlaczego potrzebna nam jest zielona rewolucja i jak może ona odmienić Amerykę, Poznań 2009, Dom Wydawniczy „Rebis”, s. 472, ISBN 978-83-7510-352-6